# Grősz-per
A Grősz és társai pere a Rákosi Mátyás vezette magyar kommunista rezsim koncepciós pere volt, melyre Budapesten, 1951. június 15. és július 20. között került sor, a magyar katolikus egyház társadalmi befolyásának megtörésére irányuló politika részeként. A per során Grősz József kalocsai érseket 15 év börtönre ítélik (8 másik vádlott társából egyet azonnal, kettőt később ítéltek halálra), de 24 mellékperben összesen több mint kétszáz ítélet született (17 halálos, 55 fő kapott tíz év feletti börtönt). A rendszerváltás után, 1990. május 18-án a Grősz-per ítéleteit semmisnek nyilvánították.

## A per előzményei
A Grősz-per előkészületei, illetve koncepciójának megszületése Mindszenty József 1948. december 28-án történt letartóztatásának idején kezdődött el. Két nappal a letartóztatást követően Kádár János akkori belügyminiszter több magyar érseket és püspököt Mindszenty állítólagos vallomására hivatkozva lemondásra szólított fel, amit azok (többek között Grősz József) elutasítottak. Az 1949. január 4-én tartott püspökkari értekezlet feszült légkörben zajlott le, amelyen Grősz érsek elnökletével nyilatkozatot fogadtak el a magyar püspökök, miszerint visszautasítják az egyházat ért támadásokat a köztársasági államforma-, a demokrácia- és a földreform-ellenesség kérdésében, de ezt a nyilatkozatot csak január 23-án hozták nyilvánosságra. Dobi István szintén január 4-ére tárgyalásra hívta a püspöki kart, amelyen az állam és egyház közötti megállapodás lett volna a téma, s az este lezajlott megbeszélésen Grősz József mindössze ezt a nyilatkozatot olvasta fel, de többet nem szólalt meg, s így a megbeszélés sikertelenül zárult.

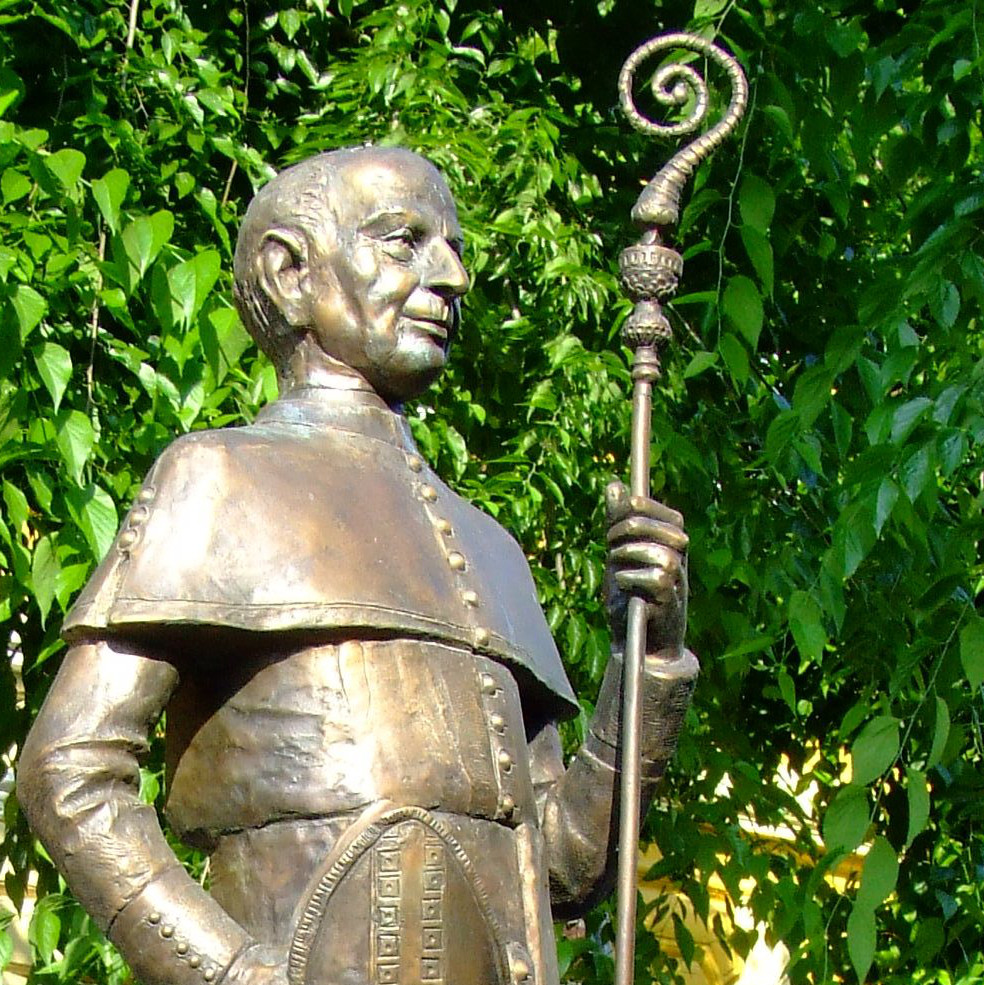
Grősz József kalocsai érsek szobra

Január 7-én (egy nappal az előtt, hogy a tárgyalások folytatódhattak volna) Mócsy Imre jezsuita XII. Piusz pápa konkrét utasítását adta át a főpapoknak, melyben konkrétan megtiltotta a megegyezést. Arra a kérdésre, hogy ezután mi következhet, Czapik Gyula akkori egri érsek úgy válaszolt, hogy ezután már csak egy út van, a mártíromság. Ezek után a Grősz József vezette püspöki kar egészen 1950 augusztusának végéig sikeresen hárította el a kormány tárgyalási terveit, de végül 1950. augusztus 30-án aláírásra került a megállapodás, amelyben a magyar katolikus püspöki kar elismerte a Magyar Népköztársaság államrendjét és alkotmányát, kijelentette, hogy az egyház törvényei szerint megbünteti azokat, akik fellépnek a népköztársaság ellen, valamint kötelezettségnek írta elő a híveknek, hogy működjenek közre az ötéves terv megvalósításában, a papságnak megtiltotta azt, hogy tiltakozzék a mezőgazdaság szocialista átszervezése ellen, valamint kijelentette, hogy a békemozgalmat támogatja a jövőben, azzal, hogy békepapi mozgalmat hoz létre. A kormány ugyanakkor elvben garantálta a vallásszabadságot, illetve a katolikus egyház működési szabadságát. Engedélyezte hat fiú- és két lányiskola visszaadását, és azt, hogy ezekben megfelelő számú szerzetes tanerő működjön. A kormány ígéretet tett arra, hogy az egyház elemi szükségleteinek fedezéséről gondoskodik, 18 évig arányosan csökkentve megfelelő összeget utal ki egyházi célokra, valamint garantálta, hogy a papság illetményét kifizeti. Noha a megállapodás egyházjogilag érvénytelen volt (s ezt az állam is tudta, hiszen a megállapodást a Magyar Közlönyben közzé sem tették), a püspökök abban reménykedtek, hogy ez által a helyzet konszolidálódik. Ezzel szemben egy héttel a megállapodás aláírása után az Elnöki Tanács 1950. évi 34. számú törvényerejű rendeletével, a fenti nyolc iskolában szolgáló szerzetesrendeken kívül megvonta a magyarországi szerzetesrendek működési engedélyét.
Rövid időn belül kiderült, hogy a megállapodás sikertelen. A papság, s a főpapok is vonakodtak együttműködni (lényegileg meghátrálni) az állammal, nem támogatták (gyakorlatilag) a békepapságot, s állandóan keresték azokat a kibúvókat, amelyekkel esetleg az egyházat kedvezőbb helyzetbe tudták volna hozni. A Magyar Dolgozók Pártjának vezetése 1951 késő tavaszától fokozott nyomás alá helyezte a püspöki kart. 1951. május 4-én kelt „Az MDP KV Titkárság határozata a Párt egyházpolitikájának irányvonaláról” című dokumentumban megállapította, hogy az együttműködés (gyakorlatban az egyház teljes behódolása) sikertelen, s ezért erősebb nyomás alá kell helyezni az egyházat, úgy, hogy az esetlegesen legkompromittálhatóbb, leginkább ellenálló püspököt el kell távolítani, vád alá kell helyezni, s el kell ítélni. Ezt össze kell kötni a ciszterciek és a pálos rend elleni fellépéssel. Ekkor még nem dőlt el egyértelműen, hogy melyik püspök legyen a per vádlottja, de alapból elsődlegesen Grősz József neve merült fel.

„Javasoljuk tehát, hogy Grősz és társai a perben igenis vádlottak legyenek, tartóztassuk le őket. Ennek előfeltétele azonban a komoly bizonyító anyag. Ha nincs elég bizonyíték, vagy ha a bizonyítékok túl közvetettek, akkor helyesebb háziőrizetbe venni, internálni őket, és így lehetetlenné tenni püspöki funkcióik gyakorlását. Mérlegelni kell, hogy nem kell-e egyikkel szemben ezt, a másikkal szemben a másik eljárást alkalmazni.”

– Az MDP KV Titkárság határozata a Párt egyházpolitikájának irányvonaláról

A fenti Révai József által megfogalmazott dokumentum már gyakorlatban a per előkészítésének tekinthető, ez alapján válogatta ki az Államvédelmi Hatóság a per résztvevőit.

## A per előkészületei és a vádlottak
A koncepciós per előkészítése során 1951. május 10-én született „Államvédelmis javaslat a Grősz József és társai elleni ügyben a vádlottak és a tanúk személyére” dokumentum részletesen tárgyalja a felhozandó vádakat, mely gyakorlatilag a per hivatalos vádirata is lett. 
A vád alapja, hogy a vádlottak összeesküvést folytattak arra, hogy az akkor fennálló államrendszert megdöntsék, s egy restaurált rendszert hozzanak létre. A per előkészülete során több kormánylista is volt, ahogy a koncepció formálódott, de Grősz József személye mint ideiglenes államfő mindegyiken szerepelt. A koncepció lényege szerint a pert úgynevezett amalgám módszer szerint kell megszervezni, amely eleve előírta több különböző ügy, esemény egybeolvasztását, keverését. Így a perben az alapkérdést, ami az államellenes összeesküvés összekeverték kémkedéssel (természetesen belevonva az Egyesült Államok nagykövetségének egyik magyar tisztségviselőjét), valutaüzérkedést (amiért eleve halálbüntetést is kiszabhattak), gyilkossággal, amit a szovjet katonák ellen követtek el, igaz harminc szovjet katona megölése sokkal nagyobb esemény lett volna, mint ami akkor bekövetkezett, valamint egy korábbi perben a vádlottat fel is mentették. A vádlottakat különböző időpontokban tartóztatták le, de hivatalosan előzetes letartóztatásba 1951.áü.001211/l. számú ügyészségi határozattal 1951. június 4-én kerültek. A per előkészítése során a vádlottak személyében történtek változások, hiszen dr. Gyomlay László, akit az AVH 1951. február 25-én vett őrizetbe 1951. március 17-én a vizsgálati fogságban elhunyt, így „helyére” Pongrácz Alajos került. A per koncepciós jellege ezen is megmutatkozik, hiszen nem a személyek voltak a lényegesek, hanem az, hogy az ügy hihetővé váljon.
| Vádlott neve, kora, beosztása                                                                 | Felhozott koncepciós vád | Letartóztatás dátuma                      |
| --------------------------------------------------------------------------------------------- | --- | ----------------------------------------- |
| Grősz József, 64 éves, kalocsai érsek, elsőrendű vádlott                                      | A népköztársaság megdöntésére, a népi demokrácia vívmányainak eltörlésére és a Habsburg-monarchia restaurálására irányuló összeesküvés vezetője volt. Bozsik Pállal és Farkas Endrével kidolgozták egy ellenforradalmi kormány megalakításának tervét. Az általuk remélt „rendszerváltozás" esetére Grősz vállalta az ideiglenes államfői megbízatást és erről nyilatkozatot adott a budapesti USA-követségnek. Ellenforradalmi „kormányalakítási" tárgyalásait abban az időben folytatta, amikor az állam és egyház között tanácskozás folyt és megegyezés történt. Grősz elősegítette és támogatta a szovjet katonák meggyilkolásáért körözött Páter Vezér Ferenc és a háborús bűnös Iványi Endre bújtatását. Részt vett illegális rendfőnöki értekezleten [sic!], ahol felszólalásával a kormányrendelet kijátszására és a rendek illegális működésére hívta fel a megjelenteket. | 1951. május 18.                           |
| Bozsik Pál, 67 éves, prépost, másodrendű vádlott                                              | Az ellenforradalmi kormány egyik miniszterelnökjelöltje. Mindszenty utasítására – annak letartóztatása előtt – megkezdte egy illegális legitimista „Keresztény Párt" szervezését, amelyet Pongrácz Alajos az USA-követséggel, Dr. Farkas Endre pedig Grősz érsekkel kapcsolt össze. Bozsik többször tárgyalt Grősszel [az] ellenforradalmi kormány alakításáról és irányítása mellett készült el az összeesküvés nemzetiségi, mezőgazdasági és kereskedelmi programtervezete. Bozsik Svoy püspökkel is tárgyalt a szervezkedésről. | 1950. december 19.                        |
| Dr. Farlas Endre, 65 éves, szentszéki ügyész, harmadrendű vádlott                             | Az ellenforradalmi kormány igazságügyminiszter jelöltje, Grősz és Bozsik bizalmasa volt és a szervezkedés egyik vezetője. Sharer USA-követségi titkár felszólítására készített kétpéldányos ideiglenes államfői nyilatkozatot, ő íratta alá Grősz érsekkel és tanúként maga is láttamozta. Utasítására lopta el dr. Kovács György az FM [Földművelésügyi Minisztérium] bizalmas adatgyűjteményét | 1951. február 17.                         |
| Dr. Hévey László, 48 éves, volt horthysta miniszteri osztályfőnök, negyedrendű vádlott        | Az ellenforradalmi kormány kereskedelem és iparügyi miniszter jelöltje. Hévey a legitimista Osztenburg [Ostenburg-Moravek Gyula] különítmény és a Szent István Bajtársi Szövetség volt tagjaiból szervezett illegális fegyveres akciócsoportokat kapcsolta az összeesküvéshez. Ezek a csoportok különféle terrorakciókra készültek. | 1951. tavasza (pontos időpont nem ismert) |
| Dr. Pongrácz Alajos, életkora nincs feltüntetve, USA-követségi tisztviselő, ötödrendű vádlott | A Grősz-féle összeesküvés és a budapesti USA-követség között, mint összekötő dolgozott. Átadta Petrow követségi titkárnak Bozsik memorandumát, amelyben az ENSZ-től kérik a monarchia visszaállítását. Részt vett azokon a megbeszéléseken, amelyek Gyomlay László és az USA-követség diplomatái között folytak. | 1951. tavasza (pontos időpont nem ismert) |
| Endrédy Vendel, 55 éves, volt zirci apát, hatodrendű vádlott                                  | Felső irányítója volt illegális röplapterjesztő és szabotázscsoportoknak, amelyek kettős irányítást kaptak Endrédy és Bozsik részéről. Endrédy a budapesti USA-követség részére folytatott kémtevékenységet. A szerzetesrendek illegális működésében vezető szerepe volt. A ciszterciek 21 tagját disszidáltatta. Csellár Jenővel együtt nagy arányú illegális valutaügyleteket bonyolított le, melyekben Hagyó-Kovács Gyula is közreműködött. | 1950. október 29.                         |
| Hagyó-Kovács Gyula, 67 éves, volt ciszterci jószágkormányzó, hetedrendű vádlott               | A rend előszállási birtokán népellenes bűncselekményeket követett el. Részt vett Endrédy és a ciszterci rend illegális valutaüzelmeiben. | 1950. november 7.                         |
| P. Csellár Jenő, 39 éves, volt pálos rendfőnök, nyolcadrendű vádlott                          | A pálos rend illegális működésében vezető szerepe volt. Előkészítette három szerzetes disszidálását, részükre hamis igazolványokat készített. Az olasz követségen keresztül illegális kapcsolatot tartott Rómával. Tudott P. Vezér Ferenc és társai gyilkosságairól. Vezért és több más fasisztát hosszú ideig bújtatott a Sziklakápolnában és a rend más épületeiben. | 1951. tavasza (pontos időpont nem ismert) |
| Vezér Ferenc, 37 éves, volt pálos perjel kilencedrendű vádlott                                | 1944 végén a pálosszentkúti tanyavilágban kulákokból álló fegyveres terrorcsoportot szervezett. A szervezet tagjai szovjet katonákat gyilkoltak meg. Bűncselekményei miatt évekig élt illegalitásban. Bujkálását elősegítették a püspökök – elsősorban Grősz, továbbá Pétery és Hamvas püspök – is. Bujkálásában segédkeztek illegális szexuális kapcsolatai is. 1948-ban elcsábított egy 17 éves lányt, akinek házasságot ígért és miután az terhes állapotba került, rábeszélte, hogy menjen férjhez máshoz. | 1951. március 20.                         |

A vádlottakat egymástól elkülönítették, s mindegyik mellé ún. fogdaügynököket építettek be. Ezek az ügynökök rendszeresen adtak hangulatjelentéseket. A fogdahálózati jelentések rendkívül fontosak voltak a kihallgató tisztek részére. Elsőrendű információkat szereztek a kihallgatás menetének alakítására nézve, Különösen abban az esetben, ha a rab olyasmit árult el a cellában, amiről vallomásaiban nem tett említést. Másodsorban a rab lelki és idegi állapotát is fel tudták mérni, s ez alapján döntöttek a különféle kényszerítő eszközökről. Példa erre Grősz József érsek, akit egy alkalommal az Andrássy út 60. szám alatt (ahol a kihallgatások folytak) a pincébe zártak, mert nem megfelelő viselkedést tanúsított a kihallgatáson, valamint erről a beépített rab előtt is beszélt három napra a nyirkos pincébe zártak, ahol rövidesen megtört, s magára nézve mindent beismert. A többi vádlottal hasonlóképpen jártak el. Maga az Államvédelmi Hatóság Andrássy út 60. szám alatti épületében lezajlott események azért is különösen fontosak, mert a lényegi döntések nem a tárgyaláson, hanem a Magyar Dolgozók Pártja felső köreiben és az AVH előadóinak, vezetőinek asztalán. Maga Grősz érsek fogalmazta meg: „Azért nincs semmi értelme az ellenkezésnek, mert az ítéletet és a büntetés nagyságát úgysem a bíróság állapítja meg, hanem itt dől el [tudniillik az ÁVH-n] A vádlottakat a perre komolyan elő-, és felkészítették, vallomásaikat gyakoroltatták, többször saját kezűleg leíratták.

## A tárgyalás és az ítélet
A tárgyalást B. II. 001217. számon a Budapesti Megyei Bíróság Dr. Olti Vilmos vezette tanácsa 1951. június 15-én kelt végzésével 1951. június 22-ére délelőtt 9 órára, a Markó utca 27. II. em. esküdtszéki terembe tűzte ki. A bírósági tanács öt tagú volt. A tanácsvezető bírón kívül Formán András ács, Miklós Károly térmester, Markovits István élmunkás kovács és Garancsy Mihály bíró ülnökként vett részt. A vádat Alapy Gyula ügyészségi elnök képviselte. A vádlottak az alábbi védőügyvédeket kérték fel:
| Vádlott             | Védőügyvéd neve         |
| ------------------- | ----------------------- |
| Grősz József        | dr. Joannovich Emil     |
| Bozsik Pál          | dr. Szabadi Gyula       |
| Dr. Farkas Endre    | dr. Reznyák László      |
| Dr. Hévey László    | dr. Nehéz-Posony József |
| Dr. Pongrácz Alajos | dr. Szecsei Dénes       |
| Endrédy Vendel      | dr. Melléky Kornél      |
| Hagyó-Kovács Gyula  | dr. Zarubai Emil        |
| Csellár István Jenő | dr. Barabás Béla        |
| Vezér Ferenc        | dr. Fodor Lajos         |

A tárgyalás június 22 és 25. között zajlott le. A tárgyalás során a tanúvallomásokat követően Dr. Hévey László és Dr. Pongrácz Alajos ügyét jelen ügytől elkülönítették, s ügyüket a bíróság átadta a Katonai Bírósághoz.
A bíróság a demokratikus államrend megdöntésére irányuló szervezkedés, valutaüzérkedés, külföldre szöktetés, bűnpártolással elkövetett népellenes bűnök vádjával 1951. június 28-án hozott ítéletet. A vádlottak lényegében mindent beismertek, közölték, hogy vallomásaikat szabadon tették. Ez alapján – lényegében jóváhagyva a fenti vádiratot – , a bíróság valamennyi vádlottat bűnösnek találta, s az alábbi ítéletek születtek (külön sorban tüntetjük fel a szabadulás időpontját):
| Vádlott             | Ítélet           | Végrehajtott ítélet időszaka                                        |
| ------------------- | ---------------- | ------------------------------------------------------------------- |
| Grősz József        | 15 év fegyház    | 1955. október 14-ig börtönben, majd 1956. május 19-ig háziőrizetben |
| Bozsik Pál          | 10 év börtön     | 1952. június 3-án a váci börtönben hunyt el                         |
| Dr. Farkas Endre    | 8 év börtön      | 1957. január 29.                                                    |
| Dr. Hévey László    | ügye elkülönítve | A katonai bíróság ítélete alapján 1953. július 31-én kivégezték     |
| Dr. Pongrácz Alajos | ügye elkülönítve | A katonai bíróság ítélete alapján 1953. július 31-én kivégezték     |
| Endrédy Vendel      | 14 év börtön     | 1956. november 1-ig, majd 1957. március 2. és augusztus 23. között  |
| Hagyó-Kovács Gyula  | 13 év börtön     | 1956. november 1, majd 1957. június 13 – augusztus 23.              |
| Csellár István Jenő | 10 év börtön     | 1956                                                                |
| Vezér Ferenc        | halál            | 1951. augusztus 3-án kivégezték Budapesten a Gyűjtőfogházban        |

A per 24 mellékperében összesen 15 személyt ítéltek halálra és végeztek ki.

## A per utóélete
A per célja – azon kívül, hogy a perben elítélteket megtörjék és eltávolítsák – az volt, hogy a római katolikus egyháznak egyértelműen jelezzék: nincs más út, mint a behódolás, vagy a mártíromság. A tárgyalás második napján háziőrizetbe helyezték Hamvas Endre csanádi, Badalik Sándor Bertalan veszprémi, Pétery József váci, Shvoy Lajos székesfehérvári megyés püspököket, valamint kényszerítették őket, hogy püspöki helynökké és/vagy irodaigazgatóvá békepapokat nevezzenek ki, s ítéljék el Grőszt és társait, ami június 3-án meg is történt, s melyben elítéltek minden államellenes tevékenységet, betartják az állam és az egyház közötti megállapodást. Ezzel párhuzamosan a  magyar állam és a vallásfelekezetek közti egyezmények valóra váltására, valamint az állam vallásokkal kapcsolatos igazgatási teendőinek ellátására az Állami Egyházügyi Hivatalt, amelynek engedélyétől tették függővé a püspöki, de még a városi plébánosi kinevezéseket is.
A perekben elítéltek életük végéig viselték azokat a hátrányokat, amelyeket ez a koncepciós per okozott. A per fő vádlottja Grősz József a megalkuvást nem ismerő Mindszenty Józseffel szemben visszatérhetett érseki székébe. A börtönélmények hatására Grősz József sokkal inkább együttműködővé vált, 1957-ben csatlakozott az Opus Pacis békepapi mozgalomhoz, amellett tagja volt az Országos Béketanácsnak és a Hazafias Népfront elnökségének is.
A Grősz-perben foglalt ítéleteket a Legfelsőbb Bíróság 1990. május 18-án kelt ítéletében semmissé nyilvánította.